# REScoop.eu
REScoop.eu (kort voor Renewable Energy Sources Cooperative Europe) is de Europese federatie van energiecoöperaties van burgers.

## Geschiedenis
Door de groeiende contacten tussen enkele hernieuwbare energiecoöperaties van burgers uit België, Nederland, Duitsland, Italië, Frankrijk en Spanje en na een overleg gesteund door de Groene fractie van het Europees Parlement richtte men op 17 maart 2011 informeel REScoop.eu op. Mede om aan de noodzaak om samen standpunten in te nemen, gericht naar de Europese Unie en de pers, maar ook naar regionale en federale overheden. 
Een aantal van de leden diende een projectvoorstel in voor het Intelligent Energy Europe-programma van de Europese Commissie: REScoop 20-20-20.  Dat werd goedgekeurd en was tussen april 2012 en mei 2015 operationeel. De bedoeling was om in Europa alle RES coöperaties en hun pioniers in kaart te brengen, de coöperatieve modellen en financiering te beschrijven, om dan het model verder uit te rollen in Europa. Tijdens het project werd de federatie formeel opgericht: REScoop.eu vzw.

## Organisatie
REScoop.eu heeft sedert 24 december 2013 de vorm van een vereniging zonder winstoogmerk (vzw) naar Belgisch recht, met zetel in Schaarbeek-Brussel. In de Algemene Vergadering hebben alle gewone leden (energiecoöperaties en koepels van energiecoöperaties) stemrecht. Daarnaast zijn diverse organisaties aangesloten als geassocieerd lid zonder stemrecht. De Algemene Vergadering kiest om de vier jaar een bestuursorgaan onder zijn effectieve leden. Het bestuursorgaan neemt de belangrijke beslissingen rond beleid, strategie en organisatorische planning. De leden van het bestuursorgaan controleren het budget en superviseren de coördinator. Ze nemen beslissingen bij absolute meerderheid. Het bestuursorgaan (2017-2021) bestaat uit 8 leden:         
- Ecopower (België): Dirk Vansintjan
- De Windvogel (Nederland): Siward Zomer
- Enercoop (Frankrijk): Maëlle Guillou
- Som Energia (Spanje): Nuri Palmada
- DGRV (Duitsland): Andreas Wieg
- Middelgrunden (Denmark): Erik Christiansen
- Energy4All (Verenigd Koninkrijk): Mark Luntley
- ZEZ[4] (Croatia): Melani Furlan

Voorzitter is, sinds de oprichting, Dirk Vansintjan van Ecopower. 
REScoop.eu is een sectorvereniging van Cooperatives Europe, de Europese tak van de International Co-operative Alliance. REScoop.eu is een van de drijvende krachten achter de Community Power Coalition en ook lid van The Coalition for Energy Savings.

## Visie en missie
Via REScoop.eu laten de energiecoöperaties hun stem horen in het Europese energiedebat. Zij stellen dat hun leden, gewone burgers, diegenen zijn die vooral de kosten van de energietransitie dragen. REScoop.eu wil de Europese burgers en hun coöperaties ondersteunen in hun streven naar energiedemocratie.
De federatie heeft vier omlijnde objectieven:
- de stem van burgers en hun energiecoöperaties laten horen bij Europese beleidsmakers;
- startende en bestaande energiecoöperaties ondersteunen door hen tools en contacten aan te leveren die hen kunnen helpen om te groeien en gedijen
- internationale uitwisseling en samenwerking tussen energiecoöperaties faciliteren;
- het coöperatieve businessmodel in de energiesector bevorderen.

Hiertoe participeert REScoop.eu in tal van Europese onderzoeksprojecten (Horizon 2020, Interreg, UIA) of projecten ondersteund door bv. de European Climate Foundation[3].

## Leden
De federatie heeft effectieve en geassocieerde leden. Onder zijn effectieve leden zijn er eind 2020 volgende nationale en regionale federaties van energiecoöperaties en energiecoöperaties zelf:  

### Federaties
- Union Renovables - Spanje (17 REScoop leden)
- REScoop Vlaanderen - België (13 REScoop leden)
- REScoop Wallonie - België (12 REScoop leden)
- DGRV - Duitsland (850 REScoop leden)
- Energie Samen - Nederland (600 REScoop leden)
- SEV - Italië (20 REScoop members)
- Community Energy England – Verenigd Koninkrijk (198 REScoop leden)
- Energy4All – Verenigd Koninkrijk (23 leden)
- Energie Partagée - Frankrijk (153 leden)
- Confcooperative Consumo e Utenza - Italië (661 leden)

### Individuele REScoop leden
- SUNO - Spanje
- Westmill Solar Cooperative – Verenigd Koninkrijk
- Energy Revolt - Luxemburg
- Our Power - Oostenrijk
- CoopStroom cvba - België
- Courant d'Air - België
- Ecopower - België
- EnerGent - België
- Klimaan - België
- Partago - België
- Island Movement - Kroatië
- ZEZ - Kroatië
- Middelgrunden - Denemarken
- Enercoop - Frankrijk
- I-ENER - Frankrijk
- Jurascic - Frankrijk
- Mobicoop - Frankrijk
- Buergerwerke eG - Duitsland
- EWS Schönau - Duitsland
- Greenpeace Energy - Duitsland
- UrStrom eG - Duitsland
- Electra Energy Cooperative - Griekenland
- Sifnos Energy Cooperative - Griekenland
- Wind of Renewal - Griekenland
- Coops Energy Ierland - Ierland
- Energy Communities Tipperary Cooperative - Ierland
- South Kerry Community Energy Initiative - Ierland
- Energia Positiva - Italië
- Enostra - Italië
- CoöperatieAuto - Nederland
- De Windvogel - Nederland
- Coopernico - Portugal
- Cooperativa de Energia - Romanië
- Zadruga Soncnih Elektrarn Slovenije - Slovenië
- Alterna - Spanje
- Conecta MovEL S. Coop - Spanje
- Energetica - Spanje
- Goiener - Spanje
- Sapiens Energia - Spanje
- Som Energia - Spanje
- Som Mobilitat - Spanje
- Energie Genossenschaft Schweiz - Zwitserland
- Troya Energy cooperative - TurkijeZ
- Carbon Coop - Verenigd Koninkrijk
- Datblygiadau Egni Gwledig (DEG) - Wales

### Geassocieerde leden
- Good Energy Community Griekenland - Griekenland
- EMES - België
- ALIenergy - Verenigd Koninkrijk
- BBEn - Duitsland
- VESE - Zwitserland
- EBO Consult - Denemarken
- Nobilegroup - Oostenrijk